# Кінські

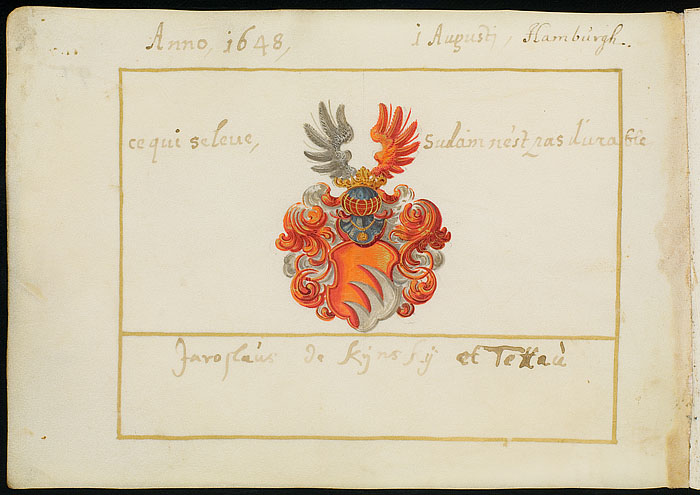
Герб Кінських з Album amicorum.

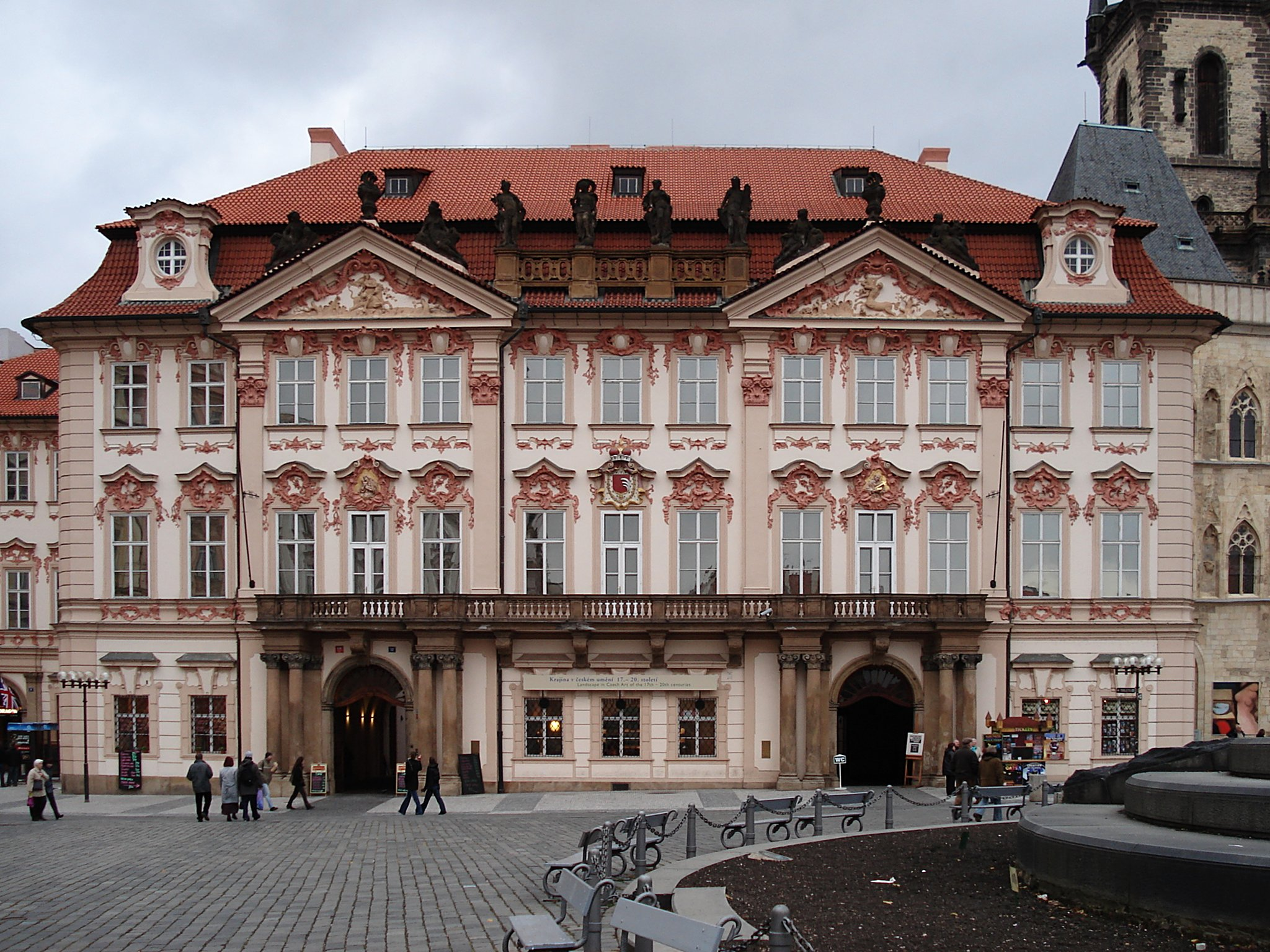
Палац Кінських на Старомєстській площі в Празі

Кі́нські (чеськ. Kinští; нім. Kinsky), рід Кінських (чеськ. rod Kinských) — богемський княжий рід.

## Короткі відомості
Вважається, що початок шляхетному роду було покладено у XII — на початку XIII століть. Уперше про рід згадано під 1237-м роком. Первинно прізвище мало форму Вхінські (з Вхінічів).
У 1459 році брати Вацлав II, Їржі I та Ян III були підняті в титулі до імперських баронів Священної Римської імперії з предикатом благородні.
Титул графів Кінським було даровано 1628 року. Вільгельм, граф Кінськи(й), був посередником у взаєминах Валленштейна із Францією та Швецією. Був убитий в Егері (тепер Хеб) 1634 року. У 1687 році брати Франтішек Ольдржих I та Вацлав Норберт Октавіан, що в різний час обіймали посаду найвищого канцлера Богемського королівства, були удостоєні титулів імперських графів Священної Римської імперії з предикатом високоблагородні.
Чимало членів родини Кінських у подальшому обіймали провідні чини Австро-Угорщини — військові, дипломатичні, політичні. Так, Франц-Йосип, граф Кінськи(й) (1739—1805) був директором віденської военної академії, він також став її реформатором, написав низку праць з військових дисциплін; також з його ім'ям зв'язують мундир «кінскі» (або «а-ля Кінскі»), якій отримав деяке розповсюдження у наполеонівському війську. У 1746 році граф Штепан Вілем удостоївся титулу князя Богемського королівства, а вже наступного року (1747) його титул став високоблагородний імперський князь Священної Римської імперії.
У 1905 році імператором Австро-Угорщини Гольц-Кінським був дарований предикат світлість.
Члени князівської лінії носять титул імперських графів/графинь Кінські фон Вхінітц унд Теттау, члени графських ліній — титул графів/графинь Кінські фон Вхінітц унд Теттау.

## Імперські князі Кінські фон Вхінітц унд Теттау
- Штепан Вілем, нар. 1679, 1747—49;
- Франтішек Йозеф, нар. 1726, 1749—52;
- Франц Ульрих II, нар. 1726, 1752—92;
- Йозеф Ернст, нар. 1751, 1792—98;
- Фердинанд, нар. 1781, 1798—1812;
- Рудольф, нар. 1802, 1812—36;
- Фердинанд Бонавентура, нар. 1834, 1836—1904;
- Карл, нар. 1858, 1904—19;
- Рудольф, нар. 1859, 1919—30;
- Ульрих, нар. 1893, 1930—38;
- Франц Ульрих, нар. 1936, 1938— ;
- Карл Максиміліан, нар. 1967, спадковий граф.